# Hafner Rotabuggy
Le Hafner Rotabuggy, initialement connu sous les désignations de Malcolm Rotaplane et M.L. 10/42 Flying Jeep, était un aéronef militaire expérimental de type autogire, consistant essentiellement en une Willys MB combinée avec un Rotor Kite — un autogire planeur —, développé au début des années 1940 dans le but de trouver un moyen de parachuter des véhicules tout-terrains sur le champ de bataille.

## Conception et développement

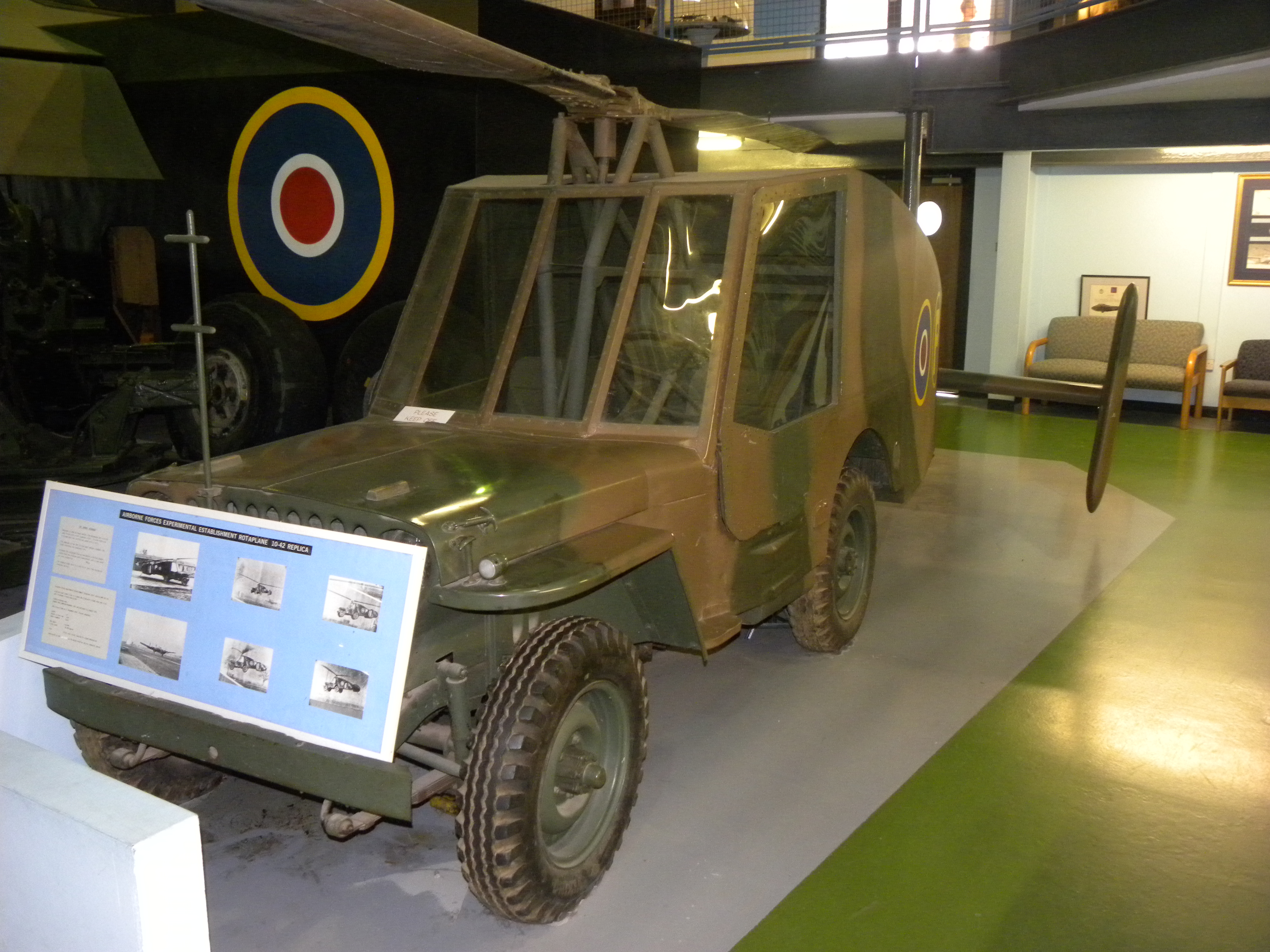
Une réplique du Rotabuggy au Museum of Army Flying, en 2013.

Le Rotabuggy fut conçu par Raoul Hafner (en), de l'Airborne Forces Experimental Establishment (en), après les quelques réussites accomplies par son projet de Rotachute.
Le prototype fut construit par R. Malcolm, Ltd. — également constructeur de la célèbre verrière « Malcolm Hood » — à White Waltham, en 1942. La Specification 10/42 du Ministère de l'Air britannique, décrivant un « planeur spécial à voilure tournante », fut utilisée pour identifier le projet. Des essais initiaux démontrèrent qu'une Willys MB pouvait être lâchée de hauteurs pouvant atteindre 2,35 m sans subir de dommages. Un rotor de 12,4 m de diamètre fut installé sur le véhicule, ainsi qu'un carénage aérodynamique et des ailettes sur sa partie arrière, mais pas de gouverne de lacet. Deux hommes étaient nécessaires pour piloter le Rotabuggy : un pour le conduire sur la route et l'autre pour le piloter en l'air, par le biais d'une colonne de contrôle. À l'origine, il fut nommé « Blitz Buggy », mais ce nom fut rapidement délaissé au profit de celui de Rotabuggy.
Le premier essai fut mené le 16 novembre 1943, l'engin étant tracté par un camion Diamond T, mais l'ensemble ne put pas atteindre une vitesse suffisamment élevée pour faire décoller le Rotabuggy. Un véhicule plus puissant, une automobile Bentley à moteur 4,5 litres suralimenté, fut utilisé le 27 novembre pour enfin permettre à l'engin de prendre l'air, ce dernier atteignant des vitesses de 72 km/h en vol plané. Des tests ultérieurs furent menés en tractant le véhicule derrière un bombardier Armstrong-Whitworth Whitley. Même si les tests initiaux démontrèrent que le Rotabuggy était enclin à de fortes vibrations à des vitesses supérieures à 72 km/h, il reçut par la suite des améliorations lui permettant d'atteindre une vitesse en vol de 113 km/h, le 1er février 1944. Le dernier essai en vol se déroula en septembre 1944, au cours duquel l'appareil vola pendant dix minutes à une altitude de 122 m à une vitesse de 105 km/h après avoir été largué par un bombardier Whitley. Ce vol fut déclaré comme étant « très satisfaisant ». Toutefois, l'apparition des planeurs militaires qui pouvaient emporter des véhicules — comme les Waco Hadrian et Airspeed Horsa — rendirent le Rotabuggy superflu, et tous les développements ultérieurs de cet engin furent annulés.
Une réplique du Rotabuggy est visible au Museum of Army Flying (en), dans le village de Middle Wallop, au Royaume-Uni. Hafner eut également l'idée de concevoir un « Rotatank », en utilisant un char de combat Valentine, mais ce projet ne déboucha jamais sur une réalisation concrète.

## Spécifications techniques
Données de Nothing Ventured...
Caractéristiques générales
- Équipage : 2 pilotes
- Capacité : 2 passagers
- Longueur : 6,40 m
- Diamètre rotor principal : 14,22 m
- Hauteur : 2,06 m
- Surface du rotor principal : 159 m2

 Performances 
- Vitesse à ne jamais dépasser : 241 km/h
- Taux de descente :
  - 4,9 m/s à 77 km/h ;
  - 10,1 m/s à 240 km/h.